# Travesaño

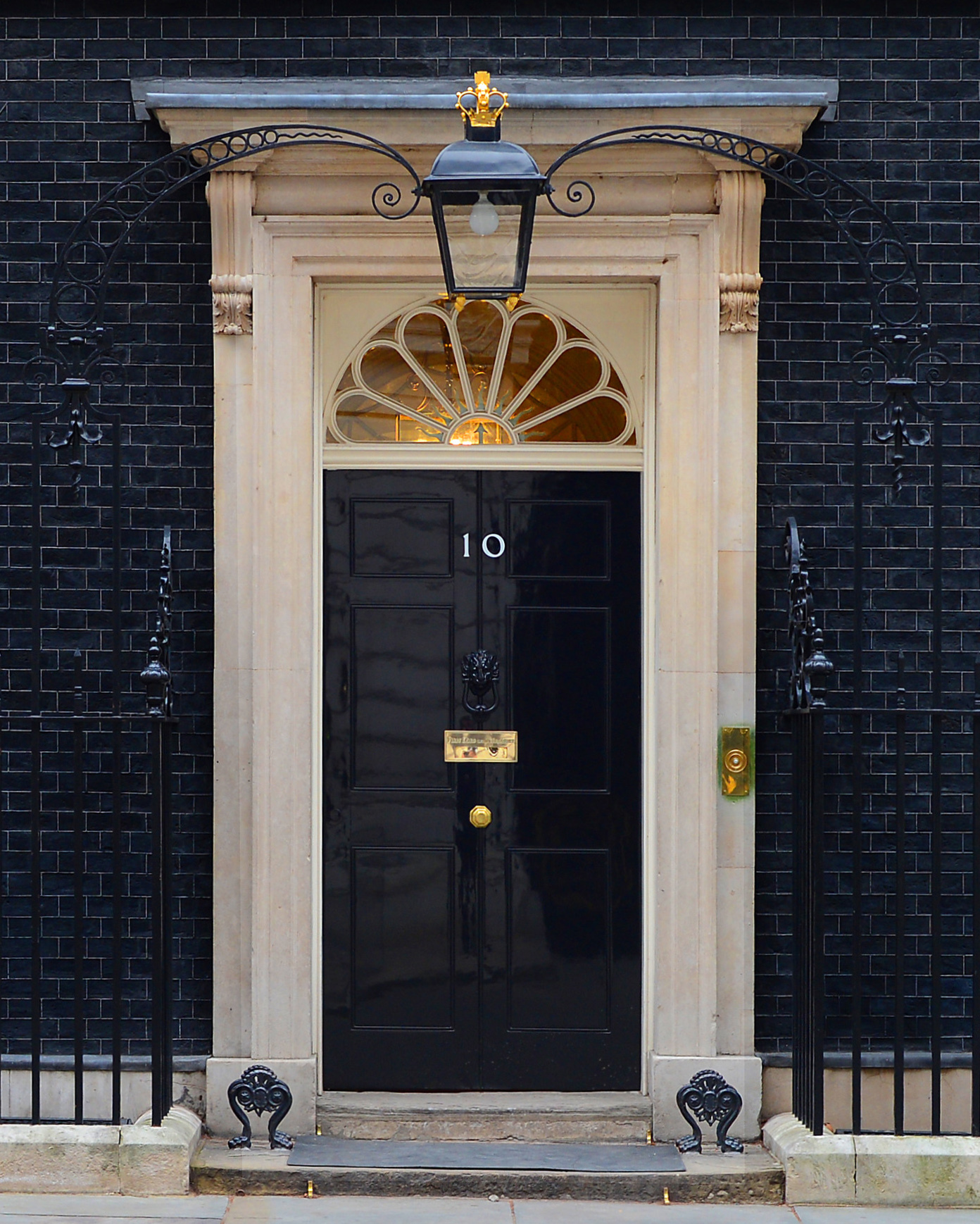
Puerta del número 10 de Downing Street en Londres, Reino Unido.

En arquitectura, el travesaño es una viga o barra estructural horizontal que separa o atraviesa una estructura o componente de una parte a otra, por ejemplo el marco de la puerta de una ventana directamente sobre ella. Esto contrasta con un parteluz, un miembro estructural vertical. Un ejemplo bien conocido de esto es la entrada principal del número 10 de Downing Street en Londres.

## Historia
En el periodo gótico eclesiástico, los travesaños sólo se encontraban en espadañas o luces de chapitel, donde se consideró necesario reforzar los parteluces en ausencia de los tirantes de hierro, que en las ventanas vidriadas cumplían un propósito similar. En el periodo gótico posterior, y más especialmente en el periodo gótico inglés, la introducción de travesaños se hizo común en ventanas de todo tipo.

## Función
Las ventanas del travesaño que podían abrirse para proporcionar ventilación cruzada mientras se mantenía la seguridad y la privacidad (debido a su pequeño tamaño y altura sobre el nivel del piso) eran una característica común de apartamentos, casas, edificios de oficinas, escuelas y otros edificios antes del aire acondicionado y la calefacción que se hizo común a principios y mediados del siglo XX.
Para operar los travesaños que se abrían, generalmente estaban equipadas con operadores de espejo de popa, una especie de conjunto de varilla. En los edificios industriales, los operadores del espejo de popa podrían utilizar una variedad de disposiciones mecánicas.

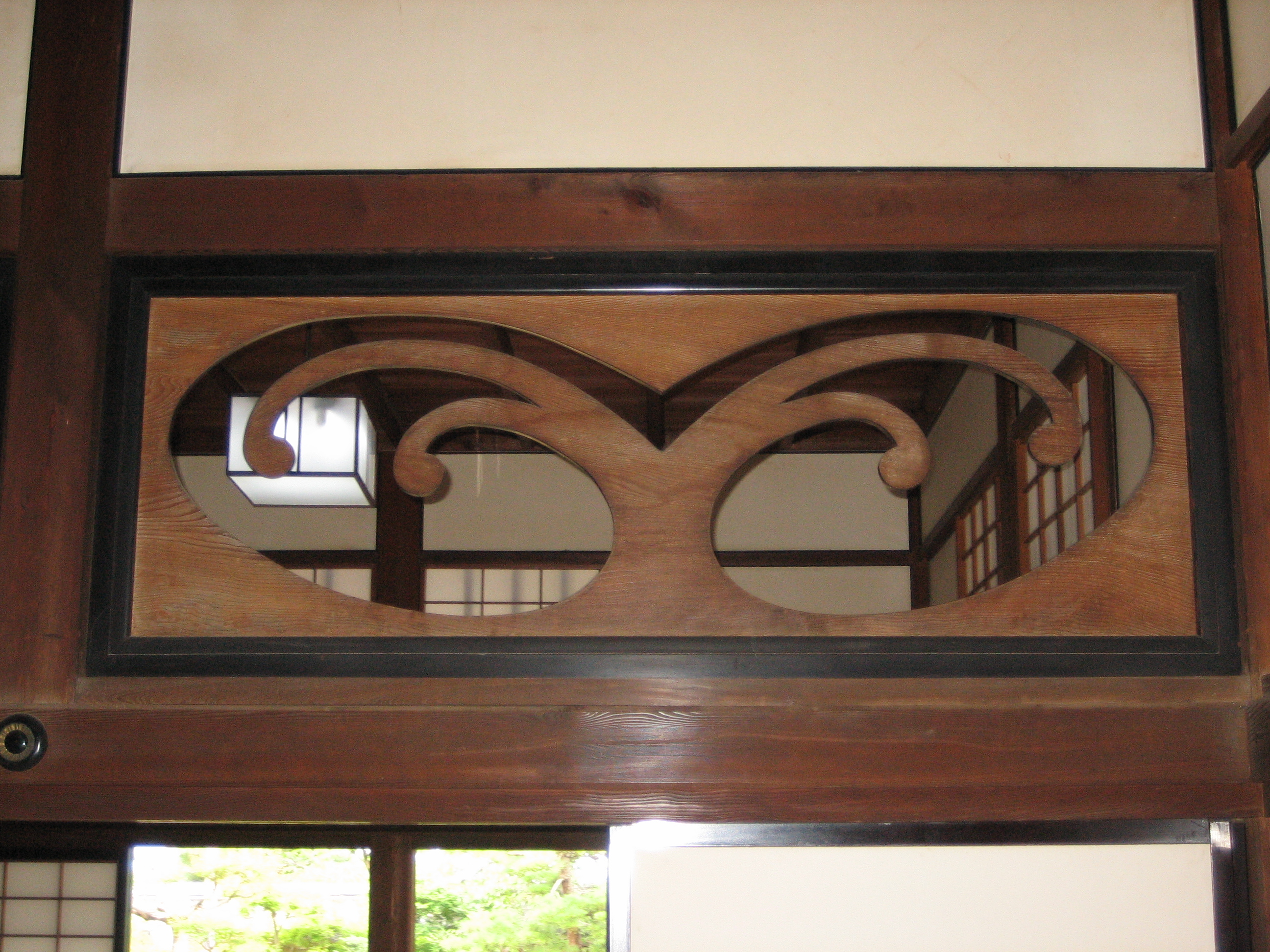
Un ranma encontrado en el castillo de Kōchi diseñado para parecerse a una ola.

## Japón
Los detalles arquitectónicos llamados ranma (欄間?)  se encuentran a menudo sobre las puertas en los edificios tradicionales japoneses.
Estos detalles pueden ser cualquier cosa, desde simples divisores de estilo shōji hasta elaborados tallados en madera, y sirven como una bienvenida tradicional a los visitantes del jefe de familia.

## Francia
En francés, los travesaños se llaman vasistas (anteriormente escrito wass-ist-dass), del alemán was ist das? , literalmente "¿qué es eso?" .